# Waterslot (sifon)

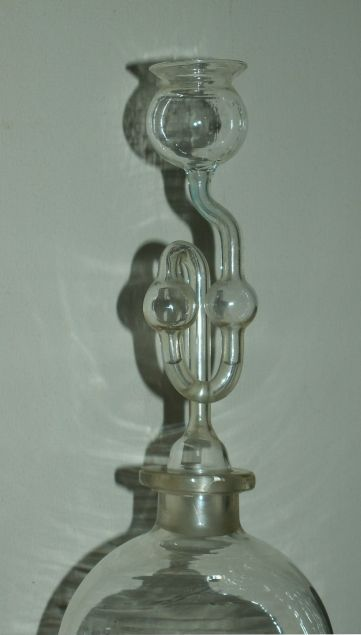
Waterslot op het toestel van Kipp

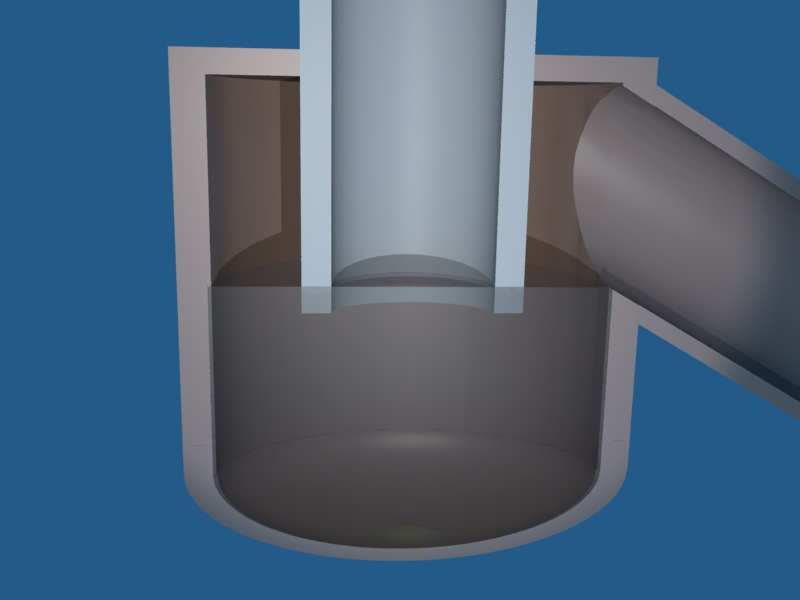
Bekersifon in doorsnede (model)

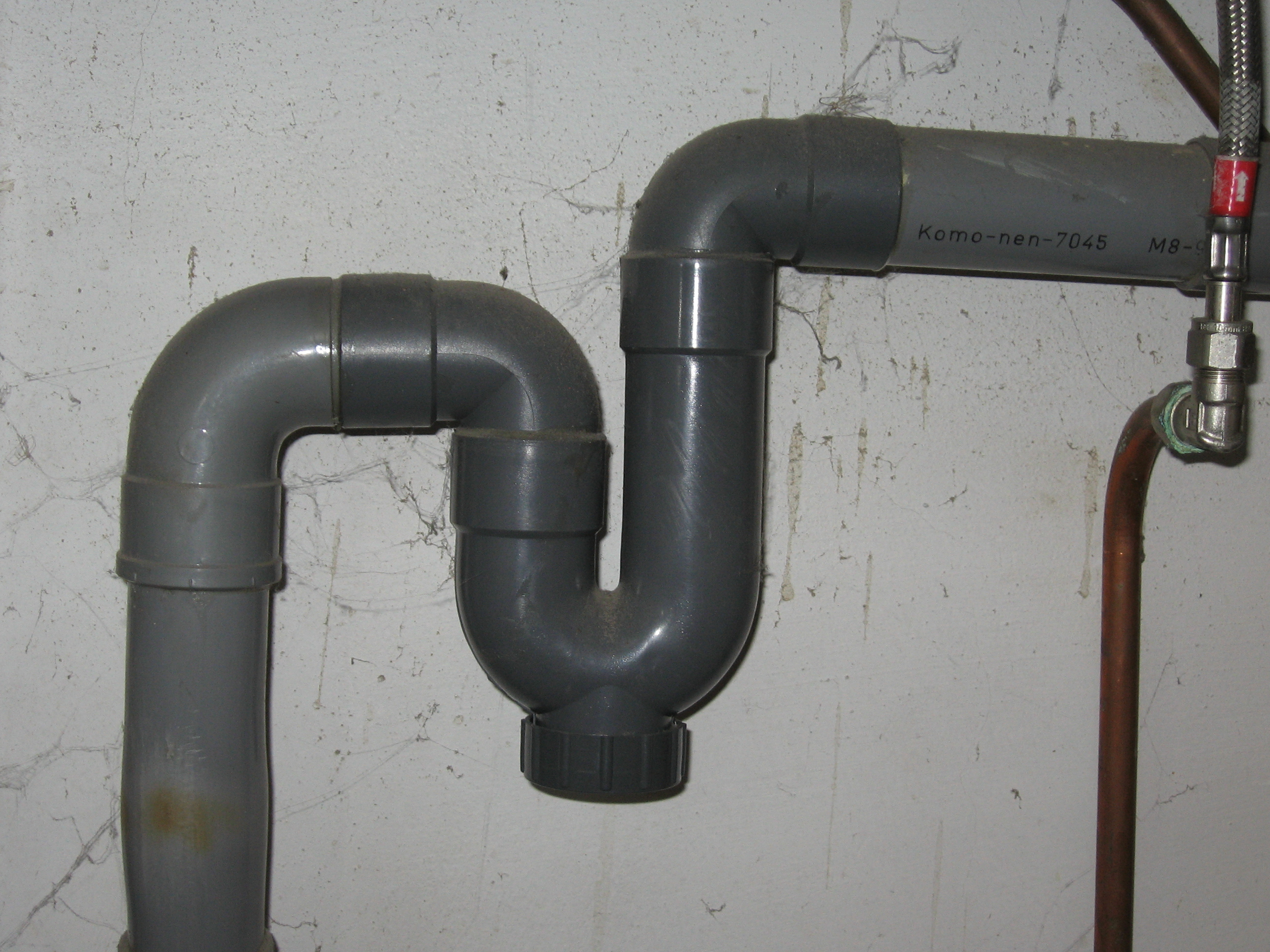
Een standaard pvc-sifon onder een aanrecht

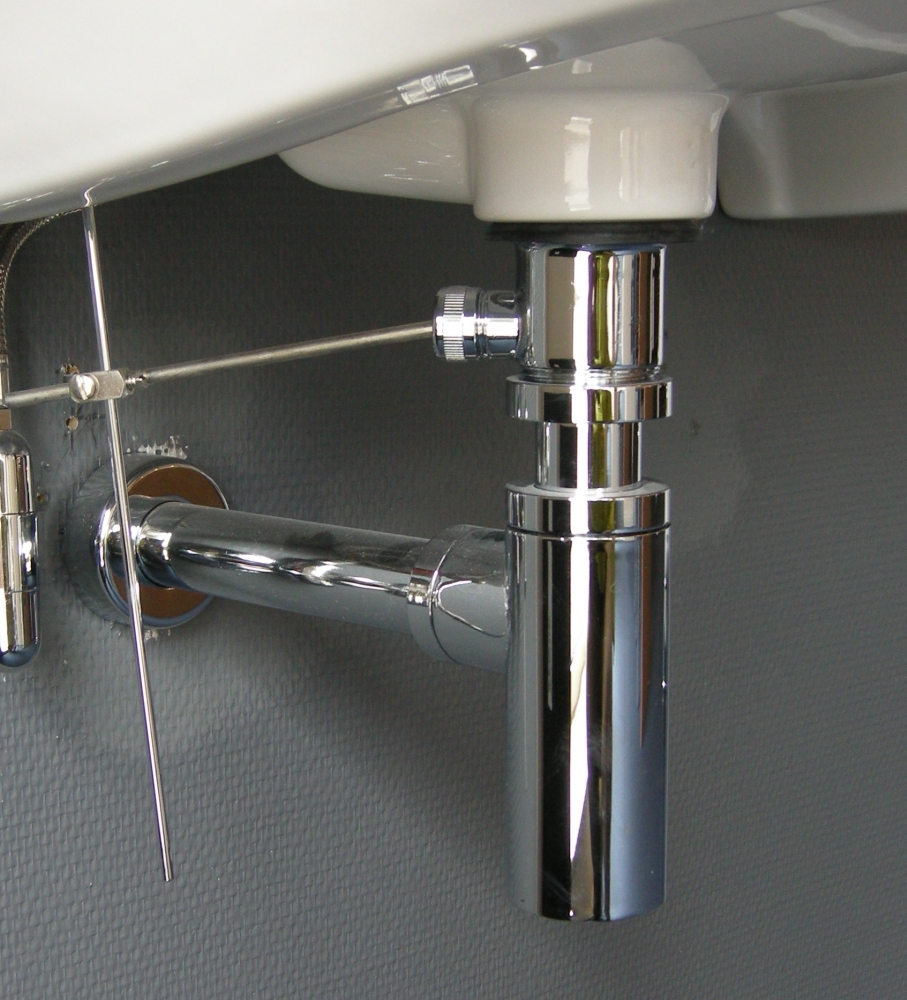
Een designsifon onder de wastafel

Een waterslot, zwanenhals of sifon, is een instrument dat het mogelijk maakt om twee gassen door een vloeistof van elkaar gescheiden te houden mits er geen al te groot drukverschil tussen bestaat. Indien het drukverschil te groot wordt zal het gas met de grootste druk zich in bellen door de vloeistof heen persen en zich met het andere vermengen.

## Werking
Een slang die is aangesloten op de atmosfeer in ruimte A wordt gedompeld onder het oppervlak van water in een schaaltje in een andere ruimte B. Het water voorkomt dat gassen in A en B zich mengen. Wordt de druk in A groter dan de hydrostatische druk onder het oppervlak bij de uitmonding van de slang, dan zullen er uit de slang bellen ontsnappen. Wordt de druk in A lager, dan zal er water in de slang worden opgezogen welke tegendruk zal uitoefenen. De hoogst toegestane verschildruk wordt bepaald door het soortelijk gewicht van de vloeistof en de maximale hoogte van de vloeistofkolom.

## Toepassingen
- Een bekende toepassing van een waterslot is de stankafsluiter in het toilet (watercloset of wc), die ervoor zorgt dat er geen rioollucht uit het toilet opstijgt. Dit waterslot is in de porseleinen toiletpot geïntegreerd. Meestal heeft dit de vorm van een zogenaamde zwanenhals, een 'S' 'op zijn kant'. In de onderste 'U' blijft bij normaal gebruik water staan. Hierdoor wordt de doorgang afgesloten, zodat de lucht in het riool niet kan ontsnappen. Bij ongewone (weers)omstandigheden kan het voorkomen dat de druk in het riool zo groot wordt dat ze toch met grote bellen en veel kabaal ontsnapt.
- Bij wastafels, spoelbakken, ligbaden, wasmachine- en vaatwasmachineafvoeren en doucheputjes wordt van pvc of verchroomd messing een zwanenhals of een andere constructie gemaakt. Met name voor dunne dekvloeren en naderhand aangelegde ligbaden, douchecabines en douchebakken geldt dat vanwege de geringe beschikbare hoogte alternatieve constructies worden toegepast, zoals de verticale buis die in een ringvormig bakje steekt: de binnenopening van het bakje is verbonden met het riool. Voor deze toepassingen is de verzameling van vuil een reden om de sifon te kunnen reinigen, hiertoe is aan de onderzijde van de 'U' een schroefafsluiter gemaakt, waarin zich een soort slib ophoopt. Oude sifons waren van lood waar in het laagste deel een ring (vaak van messing) met schroefdraad gesoldeerd was. Een messing schroef sloot de opening af, en door het losdraaien hiervan kon de sifon gereinigd worden. Veel mensen gebruiken liever een mechanische of chemische gootsteenontstopper, waarschijnlijk omdat ze het verwijderen van dit vuil als een vies werkje beschouwen. Bij een doucheputje kan het deksel worden verwijderd om het inwendige te reinigen. Met de betrekkelijk geringe hoeveelheid water die in een sifon blijft staan kan het gebeuren dat bij langdurig warm weer, eventueel in combinatie met een lange vakantie, de sifon droog komt te staan, waardoor een penetrante stank in huis kan heersen.
- Ook bestaat de toepassing van een slangen sifon (s-sifon) vaak toegepast tussen het riool en de hemelwaterafvoer. Deze geniet de voorkeur op een bekersifon aangezien deze in de kelderruimte kan worden geplaatst en makkelijker schoon te maken is. Bovendien kan hierdoor eenvoudiger ontstopt worden aangezien een hogedrukslang hier gewoon doorheen kan.
- Een andere toepassing is bij de gisting van bier, mede en wijn; hierbij wordt meestal een symmetrisch waterslot (in de vorm van een zwanenhals) gebruikt dat bij drukken van meer dan een paar cm water in beide richtingen belletjes zal doorlaten. In de praktijk is de gasstroom uitsluitend van de gistingskant (waar koolzuurgas ontstaat) naar de andere kant. De bedoeling is dat het gistingsproces zich voltrekt zonder de aanvoer van nieuwe zuurstof uit de lucht.
- Daarnaast worden sifons ook toegepast bij de condenswaterafvoer van hr-cv-ketels. Hierbij dient deze om te voorkomen dat er verbrandingsgassen via de condenswaterafvoer uit de ketel ontsnappen.
- Een specialistische toepassing vindt men in de geneeskunde bij het draineren van de borstholte: de binnenkant van de borstkas is ruimte A, een fles in de buitenlucht ruimte B. Er kan nu geen lucht van buiten in de borstholte komen (waardoor de long(en) zouden samenvallen en een pneumothorax (klaplong) zou ontstaan), maar er kan wel overtollige lucht uit de thoraxholte (bv afkomstig van een longlek) ontsnappen naar buiten, zeker als er door een luchtpomp een beetje onderdruk op ruimte B wordt gehouden.
- Een bepaald type koffiezetapparaat dat van hetzelfde principe gebruikmaakt wordt ook een Sifon genoemd. Zo'n apparaat bestaat uit twee tankjes, die door middel van een pijpje met elkaar verbonden zijn. In het ene tankje zitten de gemalen koffiebonen, in het andere wordt water verwarmd. Als het water warm genoeg is zorgt de vrijgekomen stoom ervoor dat het water weggedrukt wordt en in het ander tankje terechtkomt. Hierna dooft de vlam onder het nu lege watertankje waardoor de stoom condenseert en het water weer terugloopt, met de koffie erin opgelost. Nu kan de koffie, via een kraantje, in de kopjes worden geschonken.

## Trivia
- Bij watervrije urinoirs wordt er op het water in de sifon een dun laagje olie aangebracht. Dit voorkomt verdamping van het water, en houdt geurtjes tegen. De urine is namelijk zwaarder dan de olie en zakt er doorheen, waarna de olielaag zich meteen sluit en voor afsluiting zorgt. Dit mechanisme kan niet toegepast worden bij urinoirs die worden doorgespoeld, omdat de olie dan weggespoeld zou worden.
- Soms brengt men ook een dun laagje slaolie op het water in de sifon van een gootsteen aan om verdamping van het aanwezige water tijdens warme perioden en vakanties tegen te gaan, maar dit kan na de vakantie voor verstoppingen zorgen.[1]
- Een waterslot werd tijdens de Vietnamoorlog door de Vietcong gebruikt om te voorkomen dat tegenstanders gifgas door ondergrondse tunnels konden pompen.[2]